# دادگاه انقلاب
دادگاه انقلاب براساس ماده ۲۹۴ قانون آیین دادرسی کیفری یکی از چهار دادگاه کیفری در قوانین جمهوری اسلامی ایران است. به موجب ماده ۳۰۳ قانون آیین دادرسی کیفری، دادگاه انقلاب در مرکز هر استان و اگر رئیس قوه قضاییه تشخیص دهد، در حوزه قضایی شهرستان‌ها قابل تشکیل است و صلاحیت رسیدگی به طیف مشخصی از جرائم را دارا است.

## طیف اختیارات
مسائلی که در حیطه اختیارات دادگاه انقلاب مورد بررسی و صدور حکم قرار می‌گیرند به شرح زیر هستند:
1. مسائل مرتبط با امنیت داخلی و خارجی
2. موارد محاربه
3. بغی
4. تمامی جرایم مربوط به مواد مخدر، قاچاق اسلحه، مهمات و اقلام
5. توهین به رهبران حکومت
6. دعاوی حقوقی اصل ۴۹ قانون اساسی
7. سایر مواردی که به موجب قوانین به‌خصوص در شرایطی خاص در صلاحیت این دادگاه قرار می‌گیرند[۱][۲]

## تاریخچه

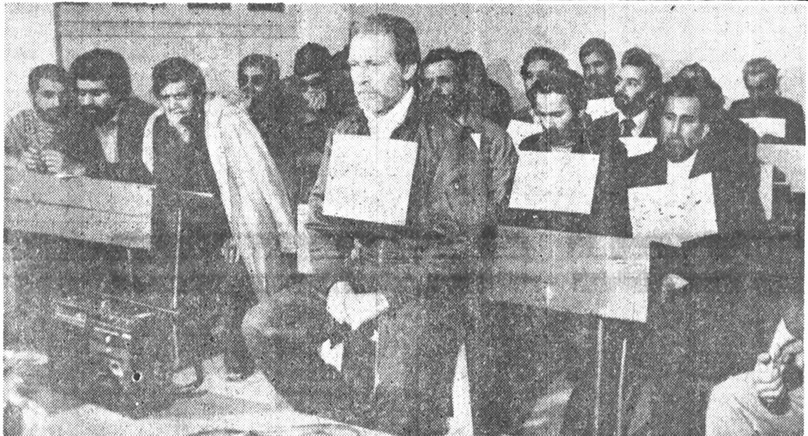
امرای ارتش شاهنشاهی از جمله سپهبد خلبان نادر جهانبانی در دادگاه انقلاب به ریاست صادق خلخالی

در روز ۲۳ بهمن بنا به اعلان روزنامه‌ها بیان شد که، قرار است دادگاه‌هایی با نام «دادگاه انقلابی خلق» ایجاد شود و بعد از آن در روز ۲۵ بهمن [[ابراهیم یزدی اعلام کرد که مسئولان دولت‌های گذشته در دادگاه انقلاب محاکمه می‌شوند.
.]]

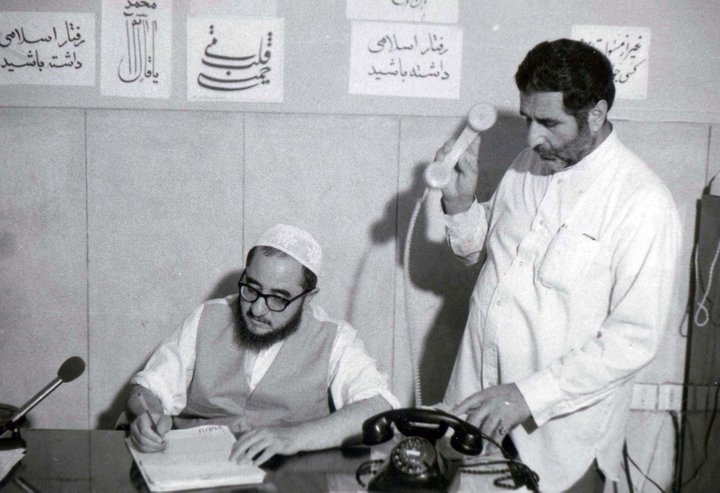
صادق خلخالی در مقام حاکم شرع دادگاه‌های انقلاب در دفتر کارش در زندان قصر

دادگاه‌های انقلاب در تاریخ ۵ اسفند ۱۳۵۷ و به دستور سید روح‌الله خمینی برای رسیدگی به زندانیان و متهمان مرتبط با انقلاب ۵۷ ایران تشکیل شد. این دادگاه، پس از تصویب قانون اساسی، به عنوان یکی از دادگاه‌های بدنهٔ دادگستری جمهوری اسلامی درآمد که دارای صلاحیت ذاتی نسبت به دیگر دادگاه‌های دادگستری است.
در ۵ اسفند ۱۳۵۷، صادق خلخالی مأمور تشکیل دادگاه انقلاب اسلامی شد. متن حکم آن به این شرح است: